# Susilo Bambang Yudhoyono
Susilo Bambang Yudhoyono (Pacitan (Oost-Java), 9 september 1949) was de zesde president van Indonesië. Hij is de eerste rechtstreeks gekozen president van Indonesië. In de presidentsverkiezingen 2004 versloeg hij de vorige president Megawati Soekarnoputri, en bij de verkiezingen van 2009 werd hij herkozen voor een tweede termijn.

## Verschillende namen
Indonesiërs hebben vaak geen achternaam zoals in het westen gebruikelijk is. Susilo Bambang Yudhoyono is bekend onder verschillende namen: tijdens zijn tijd als generaal in het leger was hij bekend als Yudhoyono. In de media wordt hij ook Susilo genoemd en in Indonesië is hij bekend als SBY ("EsBeeJee").

## Biografie
Yudhoyono is geboren in Pacitan, Oost-Java en is de zoon van een officier in het leger. Hij studeerde af aan de Indonesische Militaire Academie in 1973 en is getrouwd met de dochter van een andere legerofficier. In 1975 nam hij deel aan de Indonesische invasie van Oost-Timor en diende er geruime tijd. Net als andere officieren die bij de bezetting in Oost-Timor betrokken waren, is hij beschuldigd van oorlogsmisdaden maar hij werd nooit aangeklaagd voor specifieke daden. Hij werd gezien als een protegé van voormalig legerleider generaal Wiranto, die ook presidentskandidaat was, maar brak later met hem.
In de jaren 80 studeerde Yudhoyono in de Verenigde Staten van Amerika, waar hij aan Webster University een Master in business-management behaalde. In 2004 behaalde hij zijn doctoraat in de Agrarische Economie aan de Agrarische Universiteit in Bogor (Institut Pertanian Bogor).

### Legerofficier
Yudhoyono was namens Indonesië Hoofd Militaire Waarneming in Bosnië in 1995-96. Later voerde hij het territoriale bevel over Jakarta en Zuid-Sumatra. Hij werd in 1997 benoemd tot chef-staf van Sociale en Politieke Zaken van het leger (Kassospol Abri) en was in de media bekend als "de denkende generaal". Op 1 april 2000 trok hij zich terug uit actieve dienst.

### Politiek
Onder Abdurrahman Wahid werd Yudhoyono in 2000 benoemd tot minister van Mijnbouw en Energie in het Kabinet van Nationale Eenheid. Al snel maakte hij promotie en bekleedde hij de sleutelpositie van coördinerend minister voor Politieke, Sociale en Veiligheidszaken. Een van zijn taken was om het leger uit de politiek te krijgen. Gezien Wahid's slechte gezondheid werd Yudhoyono gezien als de leidende figuur in de regering-Wahid. In 2001 vroeg Wahid, tegen wie een afzettingsprocedure in gang was gezet, aan Yudhoyono steun voor het uitroepen van de noodtoestand om zo zijn positie ten opzichte van het parlement te versterken. Yudhoyono weigerde echter en werd daarop door Wahid ontslagen.
Yudhoyono werd bijna onmiddellijk in zijn oude functie herbenoemd in het Kabinet van Wederzijdse Hulp door de nieuwe president Megawati Soekarnoputri. Hij voerde de onderhandelingen met de onafhankelijkheidsbeweging voor Atjeh, en bereikte in december 2002 een akkoord over verregaande autonomie voor het gebied. Megawatti maakte echter in het voorjaar van 2003 een einde aan het vredesproces door onder druk van de strijdkrachten opdracht te geven tot een offensief. Na de bomaanslagen op Bali in oktober 2002 leidde hij de jacht op (en de arrestaties van) de (vermoedelijke) verantwoordelijken en kreeg zowel binnen als buiten Indonesië een reputatie als een van de weinige Indonesische politici die de oorlog tegen terrorisme serieus namen. Hij kreeg veel lof van de Australische pers en bevolking voor zijn speech tijdens de herdenking (een jaar later) van de Bali-bom. In maart 2004 trad hij af, volgens geruchten na een ruzie met Megawati en haar echtgenoot. Het moment voor deze terugtreding werd algemeen gezien als verbonden met zijn voornemen mee te doen met de presidentsverkiezingen.
Yudhoyono's reputatie van integriteit en zijn beschaafde media-optredens maakten hem de koploper tijdens de gehele verkiezingscampagne, volgens alle peilingen en commentators op ruime voorsprong op de andere kandidaten Megawati, Wiranto, Amien Rais en Hamzah Haz. Veel van zijn stemmen kwamen uit het kamp dat in de verkiezingen van 2000 Megawati's partij (PDI-P) de overwinning bezorgde. Net als de meeste Indonesische politieke kandidaten deed Yudhoyono geen echte uitspraken over het door hem te voeren beleid. Meer dan vage uitspraken met betrekking tot het creëren van banen, bestrijden van armoede, uitbreiden van de infrastructuur, politieke stabiliteit, enzovoorts, deed hij niet. Net als bij zijn rivalen kwamen specifieke details over hoe hij deze dingen wilde bereiken niet aan de orde.

### President
Op 20 oktober 2004 werd hij officieel geïnstalleerd als president van de Republiek Indonesië. Opvallend was dat zijn directe tegenstandster in de verkiezingsstrijd, Megawati Soekarnoputri, daarbij niet aanwezig was. In de eerste vijf jaar van zijn presidentschap groeide de economie jaarlijks met meer dan zes procent. Bovendien kwam er door een akkoord met rebellen in Atjeh een einde aan een opstand die al 29 jaar duurde. Hij was in 2007 zelfs kanshebber voor de Nobelprijs voor de Vrede. In 2007 vond de Internationale Klimaatconferentie op Bali plaats. Zijn eerste termijn was een groot succes. Hij werd in 2009 met 64 procent van de stemmen herkozen. In zijn tweede termijn verloor Yudhoyono veel aanzien. Zijn partij en uiteindelijk ook zijn familie stonden in verschillende corruptieschandalen volop in de aandacht. Veel verkiezingsbeloftes zoals het tegengaan van de ontbossing en de bureaucratie en het verbeteren van de infrastructuur, werden niet ingelost.  Tijdens de regering van SBY was er sprake van toenemende religieuze intolerantie, waarbij christenen en Ahmadiyya-moslims het doelwit vormden. De president maakte een krachteloze indruk, met als gevolg dat veel Indonesiërs blij waren met zijn vertrek in 2014.
Yudhoyono zou in oktober 2010 een staatsbezoek brengen aan Nederland. Dat werd op het laatste moment echter afgelast omdat de Zuid-Molukse Regering in Ballingschap (RMS) dreigde om in een kort geding om zijn arrestatie te vragen. Dit was voor Indonesië genoeg om het bezoek af te zeggen, hoewel er geen reële kans was dat de rechter het verzoek zou hebben ingewilligd.